# George Stephen Morrison

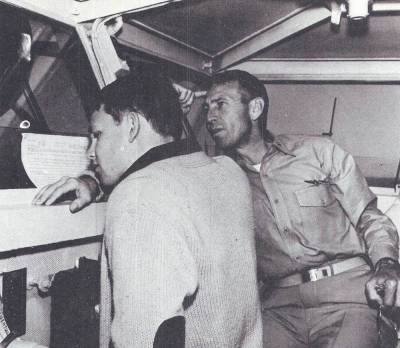
George Stephen Morrison en zijn zoon Jim op de brug van de USS Bon Homme Richard in januari 1964

George Stephen Morrison (7 januari 1919 – 17 november 2008) was een Amerikaans rear admiral en marine piloot. Morrison was de commandant van de Amerikaanse marinevloot in de Golf van Tonkin tijdens het Tonkin-incident in augustus 1964, wat de aanleiding was voor de Amerikaanse inmenging in de Vietnamoorlog. 
Hij was de vader van Jim Morrison, de leadzanger van de rockband The Doors.